# Andrew Clarke
Andrew Clarke, KCH, (1793 – West-Australië, 11 februari 1847) was van 27 januari 1846 tot 11 februari 1847 de 3e gouverneur van West-Australië.

## Vroege leven
Andrew Clarke werd geboren in 1793. Zijn vader was een protestantse Ier uit County Donegal in Ierland en zijn moeder was Louisa Downing, née Johnston. Ze huwden op Saint Kitts in 1790 en verhuisden later met de hele familie naar Trinidad.
Clarke trad op dertienjarige leeftijd als vaandrig (En: Ensign) tot het leger toe. Op 18-jarige leeftijd kreeg hij het bevel over de troepen in Van Diemensland en tegen 1813 was hij tot de rang van kapitein opgeklommen. In 1823 huwde hij met Frances Jackson, de dochter van Philip Lardner. Ze kregen samen vier zonen. Jackson had reeds een dochter uit haar eerste huwelijk met dominee Edward Martin Jackson. De dochter huwde later met George Fletcher Moore.
Clarke diende in New South Wales, India en Europa (werelddeel) waarna hij het bevel over het 46e regiment kreeg. In 1843 werd hij tot luitenant-gouverneur van Saint Lucia benoemd.

## West-Australië
Clarke was geïnteresseerd om James Stirling op te volgen als gouverneur van West-Australië, maar in 1838 was John Hutt tot gouverneur benoemd. Toen diens ambtsperiode haar einde naderde, liet Clark aan zijn vriend Frederick Irwin weten geïnteresseerd te zijn. Irwin lobbyde in Londen ten voordele van Clarke en in augustus 1845 werd Clarke tot gouverneur van West-Australië benoemd.
Clarke arriveerde met zijn vrouw en stiefdochter op 26 januari 1846 in West-Australië. De kolonie maakte een economische depressie door en men hoopte dat zijn komst het herstel zou versnellen. De kolonisten verlangden dat hij de regelgeving rond de eigendom van kroonland zou versoepelen en hoopten dat het sociale leven zou opbloeien doordat hij gehuwd was. Clarke werd in juni echter zwaar ziek. Ook koloniaal secretaris Peter Broun was zwaar ziek en stierf spoedig. Clark zou nog zeven maanden gouverneur blijven maar George Fletcher Moore leidde de kolonie als waarnemend koloniaal secretaris. In 1846 had de kolonie voor het eerst een surplus dankzij een verhoogde uitvoer maar de regelgeving rond landeigendom en het sociale leven bleven wat ze waren.

## Dood
Andrew Clark stierf op 11 februari 1847. De verwachtingen die bij zijn aankomst in West-Australië hadden gespeeld werden niet ingelost. Tijdens zijn ambtsperiode kreeg de minder gegoede jeugd wel voor het eerst de kans onderwijs te volgen en hij stond bekend om zijn verdraagzame houding tegenover de Aborigines.